# 高山国府バイパス
高山国府バイパス（たかやまこくふバイパス）は、岐阜県高山市内に位置する国道41号のバイパス道路である。

## 概要

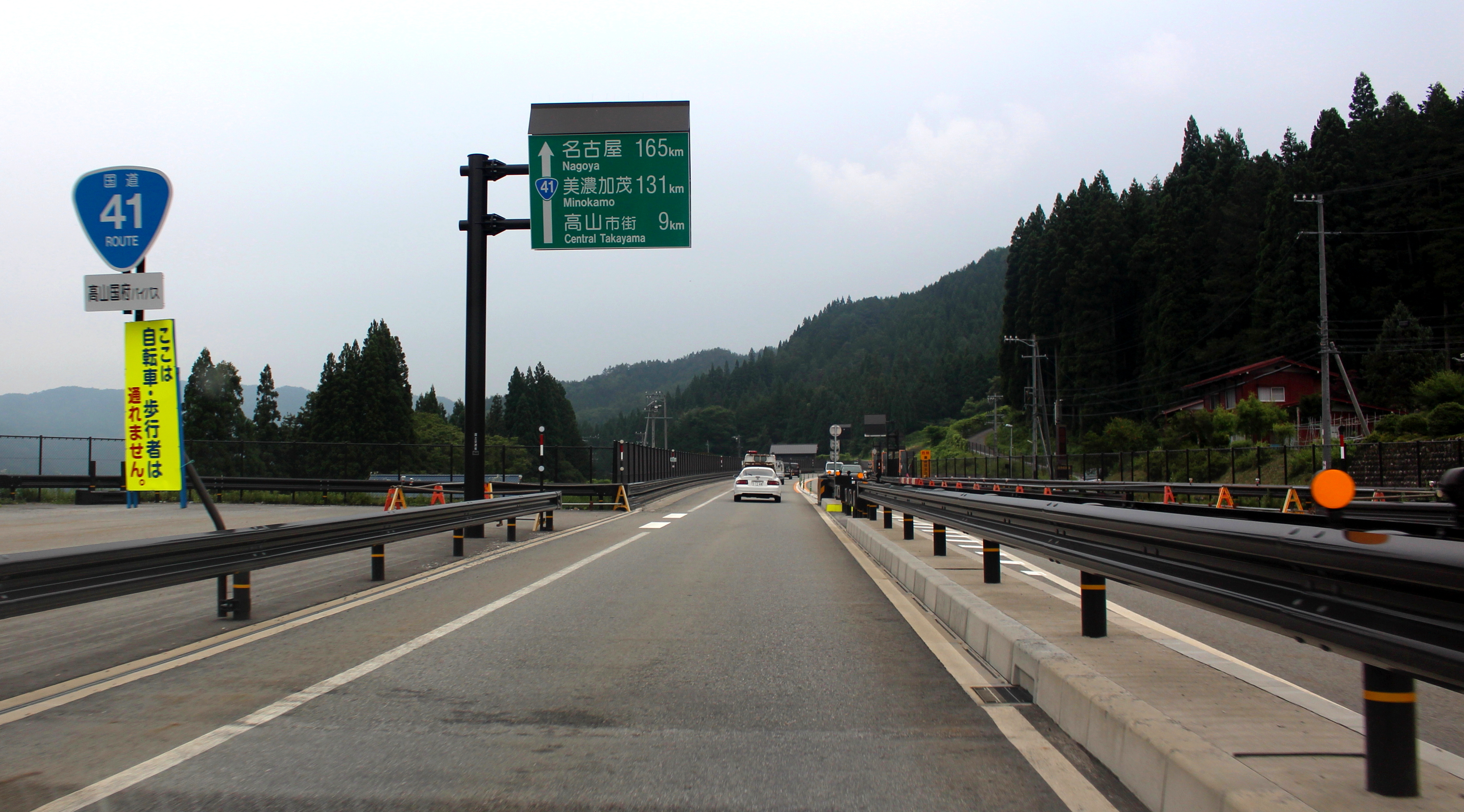
バイパスの自動車専用道路区間（2015年7月）

国道41号現道の渋滞緩和や域内の中部縦貫自動車道高山ICへのアクセス強化を目的として計画され、2007年（平成19年）までに高山市側の起点部1.3 km区間が暫定2車線で部分開通した。その後、主要土工物の高山国府トンネル完成を経て2013年（平成25年）には暫定対面通行ながら全線が開通し、高山市・飛騨市両方面から高山ICへのアクセスが可能となった。
これにより、現道の交通量が8割減少し、バイパス道路の利用により飛騨市方面から高山ICへの所要時間が9分短縮したほか、同じく飛騨市方面から高山市内の第2次医療機関久美愛厚生病院や3次医療施設高山赤十字病院への搬送路が確保されるなど24時間体制の救急医療施設への30分圏内人口の1万人増加が図られた。このほか、とりわけ積雪の厳しい冬期における交通安全確保や、渋滞緩和による路線バスの定時性確保などの効果が確認されている。
元より高山市冬頭町 - 同市上切町の1工区は4車線、同市上切町 - 同市国府町金桶までの2工区は2車線で設計されており、暫定2車線で開通した1工区の4車線化については全線開通より2年遅れて2015年（平成27年）に完成・供用した。
なお、主要地方道高山清見線・県道谷高山線との交点である上切町交差点附近の上切高架橋から終点までの5.125 kmは自動車専用道路に指定されている。

### 路線データ
- 起点 : 岐阜県高山市冬頭町
- 終点 : 岐阜県高山市国府町金桶
- 路線延長 : 6.3 km
- 車線幅員 : 3.5 m
- 設計速度 : 80 km/h
- 1工区（高山市冬頭町 - 高山市上切町）
  - 路線延長 : 2.1 km
  - 道路規格 : 第3種第1級
  - 道路幅員 : 27.0 m （一部22.0 m）
  - 車線数 : 4車線
- 2工区（高山市上切町 - 高山市国府町金桶）
  - 路線延長 : 4.2 km
  - 道路規格 : 第1種第3級
  - 道路幅員 : 10.5 m （トンネル部 : 9.5 m）
  - 車線数 : 2車線

## 歴史
- 1992年（平成4年）1月17日 : 都市計画決定[9][5]
- 1993年度（平成5年度） : 1工区（2.1 km）事業化[9][5]
- 1996年度（平成8年度） : 2工区（4.2 km）事業化[9][5]
- 1997年度（平成9年度） : 用地買収に着手[9][5]
- 1999年度（平成11年度） : 工事に着手[9][5]
- 2004年（平成16年）11月27日 : 高山市冬頭町 - 高山市上切町間（1.0 km）が暫定2車線にて開通[5]
- 2007年（平成19年）9月29日 : 高山市上切町 - 高山IC間（0.3 km）が暫定2車線にて開通[5]
- 2008年（平成20年）8月5日 : バイパス全長の約半分を占める高山国府トンネルに工事着手（起工式）[12]
- 2013年（平成25年）9月22日 : 高山IC - 金桶橋西交差点間（4.2 km）の開通に伴い全線開通[5][6]
- 2015年（平成27年）10月5日 : 高山市冬頭町 - 高山IC間（2.1 km）の4車線化拡幅が供用を開始し、同年度をもって事業完了[5][6]

## 路線状況

### 道路施設
上切高架橋（延長362 m）
よしま橋（延長36 m）

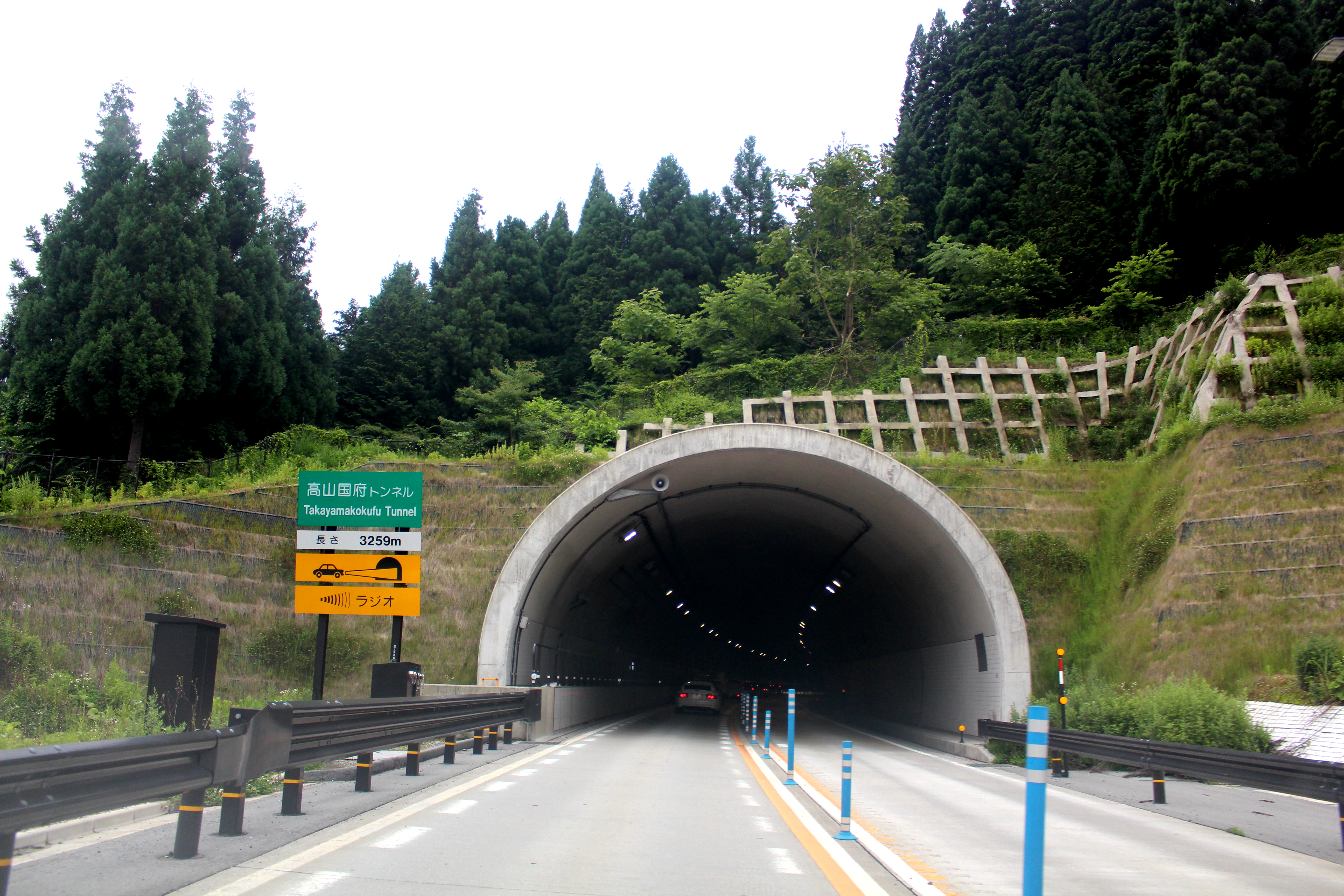
高山国府トンネル
高山国府トンネル（たかやまこくふトンネル）は、本坑延長3,259 m、避難坑延長3,265 mの2本で構成される。総事業費は約100億円。2013年（平成25年）9月22日のバイパス道路全線開通に伴って供用開始された。
トンネルの設計にあたっては建設技術センターと日本技術開発（現・EJビジネス・パートナーズ）が担当した。工事は国土交通省の総合評価方式によりトンネルを2つの区間に分けて発注され、いずれも鹿島建設が受注。施工方法は新オーストリアトンネル工法（NATM工法）が採用された。終点側は2008年（平成20年）8月18日より、起点側では2009年（平成21年）5月より掘削が開始され、2010年（平成22年）7月26日に貫通式が執り行われた。なお、工区を分けて分割発注された工事を同一の企業が施工するのは珍しいケースであるという。
トンネル内設備にはLEDによる照明灯やジェットファン、非常電話、水噴霧など。

## 地理

### 交差する道路
- 国道41号高山バイパス・岐阜県道89号高山上宝線：冬頭町交差点
- 岐阜県道73号高山清見線・岐阜県道471号谷高山線：上切町交差点
- E67 中部縦貫自動車道：高山IC
- 国道41号国府バイパス・岐阜県道471号谷高山線：金桶橋西交差点